# Петер Улоф Сварц
Петер Улоф Сварц (швед. Peter Olof Swartz, 1760–1818) — шведський ботанік.
Петер Улоф Сварц народився в Норрчепінзі в 1760 році. З 1778 року навчався в Упсальському університеті. У 1785 році отримав ступінь доктора медицини.
У 1783–1787 роках здійснив подорож на Карибські острови і зібрав до 800 нових рослин на островах Ямайка і Гаїті. За підсумками цієї поїздки він опублікував твори «Nova Genera et Species Plantarum seu Prodromus» (1788), «Observationes botanicae» (1791) і «Flora Indiae occidentalis» (1797–1806).
У 1791-1818 роках був першим директором Бергіанського ботанічного саду.
Й. Х. Шребер назвав на честь Сварца рід рослин Swartzia з родини бобових.
З 1806 року Сварц займав пост хранителя колекції, а з 1811 року — секретаря Шведської королівської академії наук.
Помер в Стокгольмі в 1818 у Стокгольмі.

## Вибрані твори[5]
- Nova genera et species plantarum (1788);
- Observationes botanicae, quibus plantae Indiae occidentalis illustrantur (1891, з 11 табл.);
- Icones plantarum (1794)
- Flora Indiae occidentalis (1797–1806, 3 томи, з 29 табл.);
- Dispositio systematica muscorum frondosorum Sueciae (1799, з 9 табл.);
- Synopsis Filicum (1806, з 5 табл.);
- Lichenes araericani (1811, з 18 табл.);
- Summa vegetabilium Scandinaviae (1814).